# Ośrodek duszpasterski Matki Bożej Ostrobramskiej w Więciórce
Ośrodek duszpasterski Matki Bożej Ostrobramskiej w Więciórce – parafia rzymskokatolicka należąca do dekanatu Pcim archidiecezji krakowskiej.
Parafię prowadzą salwatorianie.